# NGC 5045
NGC 5045 est un très jeune amas ouvert (?) situé dans la constellation du Centaure. Il a été découvert par l'astronome britannique John Herschel en 1835.
La base de données NASA/IPAC et le site The Sky Live considèrent qu'il s'agit d'une association stellaire et non d'un amas ouvert.

## Observation

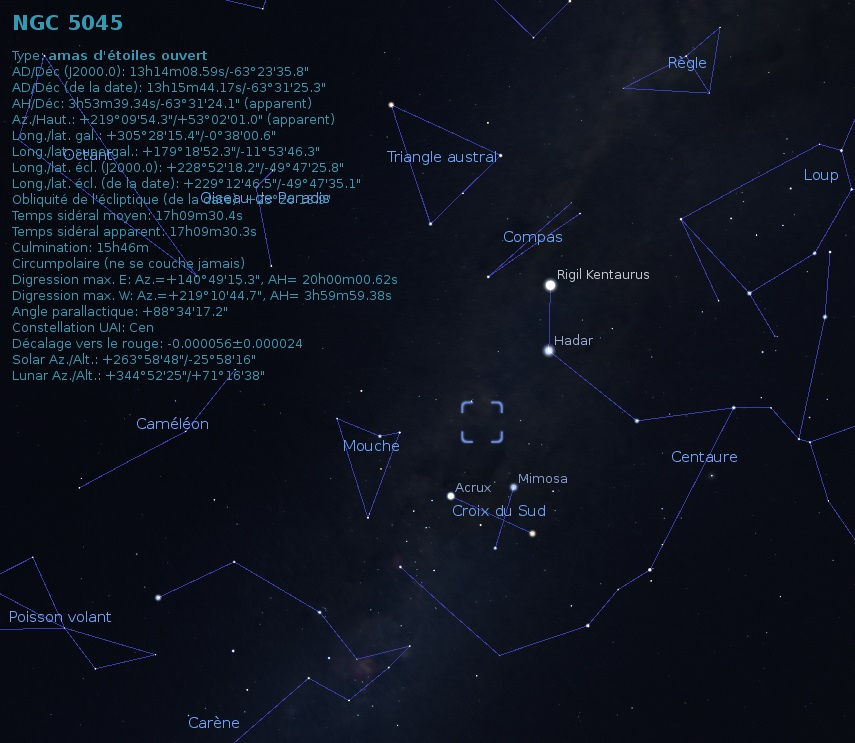
Localisation de NGC 5045 dans la constellation du Centaure. (Stellarium)

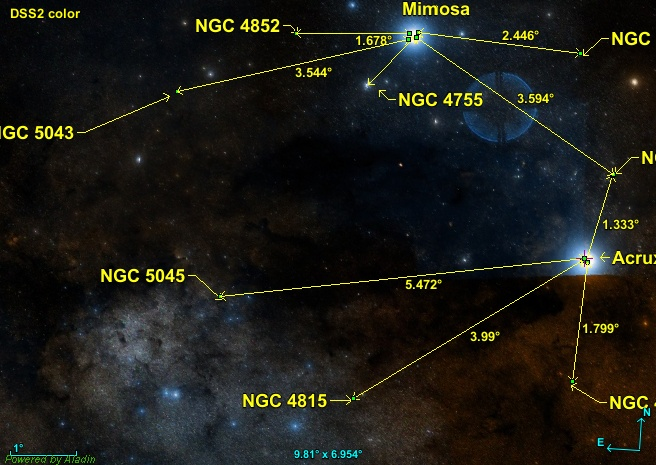
Position de NGC 5045 par rapport une étoile du Centaure.

NGC 5045 est situé à environ 5,5 degrés au sud-est de Acrux Alpha Crucis. Plusieurs amas ouverts se trouvent dans la même région du ciel.

## Distance et taille
NGC 5045 est situé entre environ 1 500 pc (∼4 890 al) et environ 1 500 pc (∼4 890 al)du système solaire et les dernières estimations donnent un âge de 12,9 millions d'années (log10 = 7,11).
Selon les sources, la taille apparente de l'amas est comprise entre de 9,3' et  60,0minutes d'arc. Avec les plus petites valeurs de la taille apparente et de la distance, on obtient une taille réalle de 13,2 al. Avec les plus grandes valeurd de la taille apparente et de la distance, on obtient une taille réelle de 94,6 al. La taille de NGC 5045 est égale à 53,9 ± 40,7 al

## Vitesse
Deux vitesses totalement différentes sont indiquées sur Simbad, soit 40,63 ± 3,85 km/s et −16,8 ± 7,2 km/s.

## Étoiles
Simbad montre aussi un bouton nommé Children. En cliuqant sur ce bouton, on atteint une section de cette base de données qui renferme un tableau contenant 47 entrées pour NGC 5045. Cependant, des étoiles (les Children) peuvent apparaître plusieurs fois dans la deuxième colonne du tableau, d'où le nombre de liens bibliographiques qui est supérieure au nombre d'étoiles. La quatrième colonne de ce tableau indique la probabilité que l'étoile appartienne à l'amas. En cliquant sur le titre de cette colonne, on peut classer la probabilité par ordre croissant ou décroissant. En cliquant sur la désignation de l'étoile, on atteint la page de Simbad qui résume ses propriétés. 
La probabilité d'appartenir à l'amas pour 56 de ces étoiles est de 100%, .